# Une autre vie (téléfilm, 2004)
Pour les articles homonymes, voir Une autre vie.
Une autre vie est un téléfilm français réalisé par Luc Béraud et diffusé en 2004 sur France 3.

## Synopsis
Le Malien Ismaël Traoré, après avoir terminé ses études de médecine à Marseille, s’installe à Martigues et contrarie ainsi les projets de son oncle qui aurait voulu qu’après son mariage arrangé selon la tradition avec Djenaba, il vienne diriger l’hôpital de Bamako. Ismaël a ses raisons (secrètes) : il est amoureux d’une psychologue hospitalière...

## Fiche technique
- Titre : Une autre vie
- Réalisation : Luc Béraud
- Scénario : Bernard Stora d’après le roman d’Emmanuel Roblès Cela s'appelle l'aurore (Éditions du Seuil, Paris, 1952,  (ISBN 2020008041))
- Directeur de la photo : Yves Lafaye
- Musique : Alain Jomy
- Son : Claude Bertrand
- Montage son : Anthony Bellagamba
- Décors : François Salisch
- Costumes : Marie-Claude Brunet
- Montage : Laurence Hennion
- Chef machiniste: Laurent Passera
- Machiniste : Alexandre Ricco
- Scripte : Isabelle Delage
- Assistants-réalisateurs : 1) Badreddine Mokrani / 2) Lionel Sigwald / 3) Vanessa Bozza
- Coiffeuse : Nathalie Champigny
- Pays d’origine :  France
- Langue de tournage : français
- Tournage extérieur : Marseille et Martigues (Bouches-du-Rhône)
- Producteur : Jean Nainchrik
- Société de production : Septembre Productions (France), France 3
- Diffusion : France 3
- Format : couleur
- Genre : drame
- Durée : 90 minutes
- Date de diffusion : 2004

## Distribution
- William Nadylam : Ismaël Traoré, un médecin malien devenu médecin à Martigues.
- Assumpta Serna : Gina, une psychologue hospitalière qui vit seule depuis la mort de son compagnon
- Nicolas Berger-Vachon : Pascal, le compagnon de Malika qui a peur pour elle
- Ibtissem Guerda : Malika, une jeune droguée asthmatique qui refuse de se faire soigner
- Fatou N'Diaye : Djenaba Traoré, la belle épouse, douce et effacée, d'Ismaël
- Pascal N'Zonzi : Amadou Babakar, l'oncle d'Ismaël qui lui a payé ses études
- Nadia Barentin : Lucienne
- Franck Libert : Samy Martinez, le fils du propriétaire qui agresse Malika
- Pierre Maguelon : Martinez, le propriétaire de Pascal et Malika, qui les menace d'expulsion
- Alain Cauchi : le commissaire Bonino

## Distinction
- 2004 : William Nadylam, Prix "Révélation et découverte" au Festival de la fiction TV de Saint-Tropez[1].